# Station North Camp
North Camp is een spoorwegstation van National Rail in Guildford in Engeland. Het station is eigendom van Network Rail en wordt beheerd door Great Western Railway. 